# Игры (сериал)
«И́гры» — российский сериал Евгения Стычкина о подготовке и проведении Олимпиады-80 в Москве. Производством проекта занимались «Лунапарк» и «Плюс Студия». Рабочие названия сериала — «Бойко́т» и «Олимпиа́да».
Премьера сериала была приурочена ко дню завершения Летних Олимпийских игр 1980 года и состоялась 3 августа 2024 года в онлайн-кинотеатре «Кинопоиск». Заключительная серия вышла 14 сентября 2024 года.

## Сюжет
Сын директора продуктовой базы Игорь Зорин попадает в организационный комитет Олимпиады-80, где будет работать под начальством Ирины Светловой. Им предстоит столкнуться со всеми сложностями организации масштабного спортивного события и оказаться свидетелями как олимпийских, так и политических игр.
Сериал охватывает период с завершения VII летней Спартакиады народов СССР 4 августа 1979 года до церемонии закрытия летних Олимпийских игр 3 августа 1980 года.

## Актёры и роли

### В главных ролях
| Актёр               | Роль                                                                           |
| ------------------- | ------------------------------------------------------------------------------ |
| Игорь Костолевский  | Виктор Степанович Ходаков руководитель оргкомитета XXII летних Олимпийских игр |
| Григорий Верник     | Игорь Иванович Зорин член оргкомитета Олимпиады                                |
| Мария Карпова       | Ирина Александровна Светлова член оргкомитета Олимпиады, начальник Игоря       |
| Евгений Стычкин     | Энтони Плейн журналист из Великобритании                                       |
| Вячеслав Чепурченко | Виталий Сергеевич Тимошкин ответственный секретарь оргкомитета Олимпиады       |
| Алексей Серебряков  | Иван Иванович Зорин отец Игоря, директор продуктовой базы                      |
| Юрий Стоянов        | Леонид Ильич Брежнев генеральный секретарь ЦК КПСС                             |

### В ролях
| Актёр                   | Роль                                                                          |
| ----------------------- | ----------------------------------------------------------------------------- |
| Игорь Гордин            | Анатолий Михайлович Бледнов чиновник                                          |
| Сергей Чонишвили        | Александр Дмитриевич Светлов отец Ирины, военный                              |
| Евгения Дмитриева       | Надежда Михайловна Светлова мать Ирины                                        |
| Павел Майков            | Сан Саныч начальник московской милиции, приятель Ивана Ивановича              |
| Александра Бортич       | Катя проститутка                                                              |
| Ольга Литвинова         | Сусанна Павловна член оргкомитета Олимпиады                                   |
| Анастасия Грачёва       | Зиночка секретарь оргкомитета Олимпиады                                       |
| Мария Майкова-Слидовкер | Лида член оргкомитета Олимпиады                                               |
| Ирина Паутова           | Кристина член оргкомитета Олимпиады                                           |
| Алёна Бондарчук         | Рита член оргкомитета Олимпиады                                               |
| Наталья Унгард          | Ольга Семёновна член оргкомитета Олимпиады                                    |
| Евгений Санников        | Григорий Николаевич Боков сотрудник Пятого управления КГБ СССР                |
| Станислав Демушин       | Дмитрий Сибирцев советский спортсмен-тяжелоатлет                              |
| Максим Емельянов        | Владимир Быстров советский спортсмен-фехтовальщик                             |
| Ангелина Мельникова     | Елена Травнина (озвучивание — Ирина Крючкова) советская спортсменка-гимнастка |
| Денис Котов             | Марио друг и соперник Владимира, итальянский спортсмен-фехтовальщик           |
| Торнике Квитатиани      | Мухаммад афганский спортсмен-боец                                             |
| Леонид Каневский        | Александр Юрьевич тренер Дмитрия                                              |
| Ксения Рябинкина        | Наталья Игоревна Полякова тренер Елены                                        |
| Ирина Ракшина           | Татьяна Сибирцева мать Дмитрия                                                |
| Артемий Вохмин          | Андрей Сибирцев младший брат Дмитрия                                          |
| Александра Киселёва     | Марина подруга Кати, проститутка                                              |
| Эдвард Опп              | редактор                                                                      |
| Дзюнсукэ Киносита       | Кацуро                                                                        |
| Игорь Юртаев            | наладчик                                                                      |
| Владимир Большов        | Михаил Алексеевич Головин чиновник                                            |
| Георгий Тотибадзе       | Жора друг Игоря из мастерской                                                 |
| Иван Верховых           | Гальперин                                                                     |
| Александр Доронин       | Василий Борисович                                                             |
| Валентин Варецкий       | Лямкин                                                                        |
| Джонатан Солвей         | Майкл Эллингтон президент Международного олимпийского комитета                |
| Ростислав Лаврентьев    | Тырин                                                                         |
| Александра Ремизова     | Алла Гранина (прототип Аллы Пугачёвой) популярная певица                      |

## Список серий
| Серия | Дата премьеры    |
| ----- | ---------------- |
| 1     | 3 августа 2024   |
| 2     | 3 августа 2024   |
| 3     | 8 августа 2024   |
| 4     | 15 августа 2024  |
| 5     | 22 августа 2024  |
| 6     | 1 сентября 2024  |
| 7     | 7 сентября 2024  |
| 8     | 14 сентября 2024 |

## Съёмочная группа
- Режиссёр: Евгений Стычкин
- Сценаристы: Михаил Покрасс при участии Ольги Хенкиной, Евгения Стычкина, Александра Матвеева и Кирилла Архарова
- Оператор: Михаил Дементьев
- Композиторы: Даша Чаруша, Павел Филоненко
- Художник: Григорий Пушкин
- Продюсеры: Александра Ремизова, Дмитрий Нелидов, Ольга Филипук, Михаил Китаев, Андрей Резник (вед.), Дарья Капля (вед.), Ольга Фещенко (постпрод.)
- Кастинг-директора: Алла Петелина, Екатерина Лобанова
- Монтажёры: Вадим Красницкий, Иван Жучков

## Производство
Летом 2023 года стало известно, что съёмки сериала о подготовке к Олимпиаде-80 для онлайн-кинотеатра «Кинопоиск» начнутся в августе.
Международный олимпийский комитет запретил создателям сериала использовать олимпийскую символику.
Александра Ремизова, автор идеи и креативный продюсер сериала:
Я думаю, что мы с достоинством вышли из ситуации, но это самая большая трудность была на проекте: уйти от олимпийской символики, потому что то, что ждёт зритель, то что зритель хочет увидеть – это, конечно же, олимпийский огонь, кольца, мишку, форму, он хочет слышать имена, – а это всё то, что олимпийским комитетом в данный момент запрещено.
Съёмки велись в Москве, Санкт-Петербурге и Узбекистане.
Съёмочный процесс завершился в январе 2024 года.

По мнению шоураннера Александры Ремизовой:
В семидесятых и восьмидесятых Советский союз начал выходить из-за железного занавеса, и Олимпиада в самой закрытой стране мира должна была стать глобальным событием — первые Игры в Восточном блоке, первые в социалистической стране. Каждый был включен в это большое счастье, в проведение Игр, но в то же время подготовка была очень проблемной. Мы заглянем внутрь этого исторического события и посмотрим на него глазами разных героев, расскажем о том, каких усилий стоило проведение турнира, какие люди его создавали, и процессах в обществе, которые сопровождали Олимпиаду-80. Эта история похожа на «Нулевого пациента» драмой вокруг противостояния человека с системой, но в то же время она будет намного теплее и светлее, ведь её фоном станет одна из самых ярких страниц в истории страны.

## Критика
За четыре дня после премьеры сериал привёл в онлайн-кинотеатр «Кинопоиск» миллион подписчиков.
Сериал получил положительные отзывы от таких изданий, как «Эксперт», «Коммерсантъ», «Комсомольская правда», «Аргументы и факты» и «Кино ТВ».

Стычкин превращает каждую сцену в актёрский бенефис — герои «Игр» могут смеяться или грустить, без умолку болтать или выжидательно молчать, прожигая друг друга взглядом. Но от них исходит сумасшедший магнетизм, которым всегда мог похвастаться Стычкин-актёр.
— Елена Захарина

Если вы помните или хотя бы понимаете анекдот о Брежневе, «Игры» вам могут понравиться. Если хоть раз рассказывали его сами — срочно включайте.
— Андрей Вдовин

Сейчас можно констатировать — создатели «Игр» не скатились в крайности, а прошли по очень тонкому лезвию, которое позволяет достойно показывать нашу недавнюю историю.
— Игорь Карев

Москва-1980 выглядит вполне себе праздничным и беззаботным городом. Хроникальные кадры успешно, до ряби в глазах сочетаются со стилизованными съемками.
— Михаил Трофименков

В «Играх» Стычкин рассказывает о событии, которое с наибольшей силой вызывает ностальгическое чувства у тех, кто так или иначе был его свидетелем. Судя по первым эпизодам, и в этой истории драматизма не избежать.
— Вячеслав Суриков